# Рготско језеро
Рготско језеро је смештено југоисточно од села Рготина, општина Зајечар. Од Зајечара је удаљено око 11 километра. Језеро је настало 1978. године када је вода почела да пуни површински коп рудника песка. Иако вода из језера отиче преко малих потока, оно има релативно стабилан ниво воде, с обзиром да извор на дну копа и данас избацује воду. Језеро је порибљено, а његове обале пошумљене. Данас заузима површину од око 3 хектара, а максимална дубина језера износи око 40 метара. Због присуства кварцног песка, вода је прилично бистра и веома лако се загрева, па је Рготско језеро једно од најчистијих језера у Европи и са оптималном температуром воде.